# Уржумноля
Уржумноля (мар. Вурзымнольо) — деревня в Мари-Турекском районе Республики Марий Эл. Входит в состав Мари-Биляморского сельского поселения.

## География
Находится в восточной части республики Марий Эл на расстоянии приблизительно 18 км по прямой на восток от районного центра посёлка Мари-Турек.

## История
Деревня основана в XVIII веке. В 1803 году в ней было 10 дворов, 76 человек. В 1834 году в деревне было 133 человека. В 1923 году деревню разделили на две части: Мари-Уржумноля — 40 дворов, 227 человек и Русская Уржумноля с населением 213 человек. В 1963 году деление деревни на марийскую и русскую упраздняется, и она снова называется Уржумноля. В 1970 году в деревне проживали 206 человек, в 1979 году — 142. В 2000 году здесь было 43 двора.

## Население
Население составляло 147 человек (мари 96 %) в 2002 году, 150 в 2010.

## Известные уроженцы
Хлебников Алексей Васильевич (1929—2000) — марийский советский учёный-историк и педагог, доктор исторических наук, профессор. Первый доктор исторических наук из мари. Заведующий кафедрой истории КПСС, проректор по научной работе Марийского педагогического института имени Н. К. Крупской (1969—1989). Почётный работник высшего профессионального образования Российской Федерации (1999). Заслуженный деятель науки РСФСР (1980). Заслуженный деятель науки и техники Марийской АССР (1979).